# Abbaye du Grandvaux
L'abbaye Notre-Dame du Grandvaux (ou abbaye en Grandvaux) est une fondation religieuse du massif du Jura aujourd'hui disparue. Réactivé au XIIe siècle et dépendant de l'abbaye augustine Notre-Dame d'Abondance, le petit monastère eut le statut d'abbaye de 1172 à 1244 avant de devenir un petit prieuré rattaché définitivement en 1388 à l'abbaye de Saint-Oyand de Joux, dite aussi abbaye de Saint-Claude. Le souvenir de ce monastère reste présent à travers la dénomination du lac de l'Abbaye, près de Saint-Laurent-en-Grandvaux, sur la rive duquel étaient installés les bâtiments conventuels.

## Premier prieuré
Au VIe siècle, vers 523-531, l'abbé de Saint-Oyand envoie des groupes de moines s'établir dans le secteur des lacs du Jura et dans le Grandvaux : ils y fondent le prieuré de la Motte sur le lac d'Ilay et celui du lac de l'Abbaye. Ce dernier est installé par le moine Aubert et ses compagnons sur une petite presqu'île et placé sous l'invocation de Notre-Dame. Cette fondation reste cependant mal documentée et sujette à discussion.
Les moines défricheurs mettent en valeur un territoire alors sauvage, à près de 900 mètres d’altitude, et encouragent l'installation de colons mais la fondation demeure cependant limitée puis périclite et disparaît, sans doute au Xe ou au XIe siècle.

## Refondation
Au XIIe siècle, le Haut-Jura est encore à peu près inoccupé et les seigneurs locaux cherchent à mettre en valeur leurs possessions et pour cela ils encouragent les implantations monastiques. Ainsi, en accord avec leur suzerain le sire de Salins Géraud Ier de Mâcon, Thibert de Montmorot et Ponce Ier, sire de Cuisel (Cuiseaux) et de Clairvaux, favorisent la création des chartreuses de Vaucluse et de Bonlieu.
En 1170 Thibert de Montmorot décide de faire renaître le monastère du Grandvaux et fait appel aux chanoines de saint Augustin de l'abbaye d'Abondance en Savoie. On entreprend alors la construction de nouveaux bâtiments à l'extrémité nord-est du lac de l'Abbaye ; de petite taille, le monastère est achevé en 1172 avec une muraille et un fossé équipé d'un pont-levis qui enferment le cloître carré et l'église. La fondation est confirmée par le suzerain Géraud Ier de Mâcon (Girard de Vienne) en mars 1172 en même temps que le monastère est élevé au statut d'abbaye mais reste sous le contrôle de l'abbaye d'Abondance.
L'abbaye reçoit alors de ses protecteurs d'importantes dotations de forêts et de pâturages en Grandvaux et aussi des vignes près de Lons-le-Saunier.
Des conflits opposent vite les moines du Grandvaux aux chartreux de Bonlieu ainsi qu'aux seigneurs locaux à propos de possessions et de droits de justice, mais surtout à l'abbaye de Saint-Oyand qui obtient des redevances « assez considérables » pour ses droits d'antériorité. Pour conforter l'abbaye, celle-ci est placée par le pape Honorius III, en 1226, sous la protection directe du Saint-Siège, mais les chanoines de Saint-Claude continuent leurs contestations sur l'usurpation que représente à leurs yeux la refondation de Grandvaux. La situation de l'abbaye reste précaire et comme ses possessions sont très imbriquées dans celles de l'abbaye de Saint-Oyand, elle est finalement absorbée et effacée par sa puissante voisine. 

## Réduction au statut de prieuré de l'abbaye de Saint-Claude
En novembre 1244 un échange de territoires est établi avec l’abbaye d'Abondance avec l'accord de l'archevêque de Besançon et du seigneur local Humbert de Montmorot. Le pape Innocent IV avalise l'échange par un bref daté du samedi après la Pentecôte 1250 qui est confirmé depuis Avignon en 1276 par une bulle du pape Clément IV « qui unit à la cense abbatiale de Saint-Oyen le prieuré du Grand-Vaux avec ses dépendances ».
Les conflits durent cependant : les délimitations de territoire avec la chartreuse de Bonlieu sont adoptées en 1301 sous l'égide de Jean Ier de Chalon-Arlay mais le prieur de Grandvaux résiste longtemps encore à la fusion et ce n'est que par une bulle de décembre 1388 du pape Clément VII à Avignon que l'abbaye de Saint-Oyand prend définitivement le contrôle du monastère de Grandvaux et de ses « usages, droits et prérogatives » (la prise de possession a lieu en février 1389), réduisant l'institution à un prieuré de deux moines, un prieur et un sacristain. 

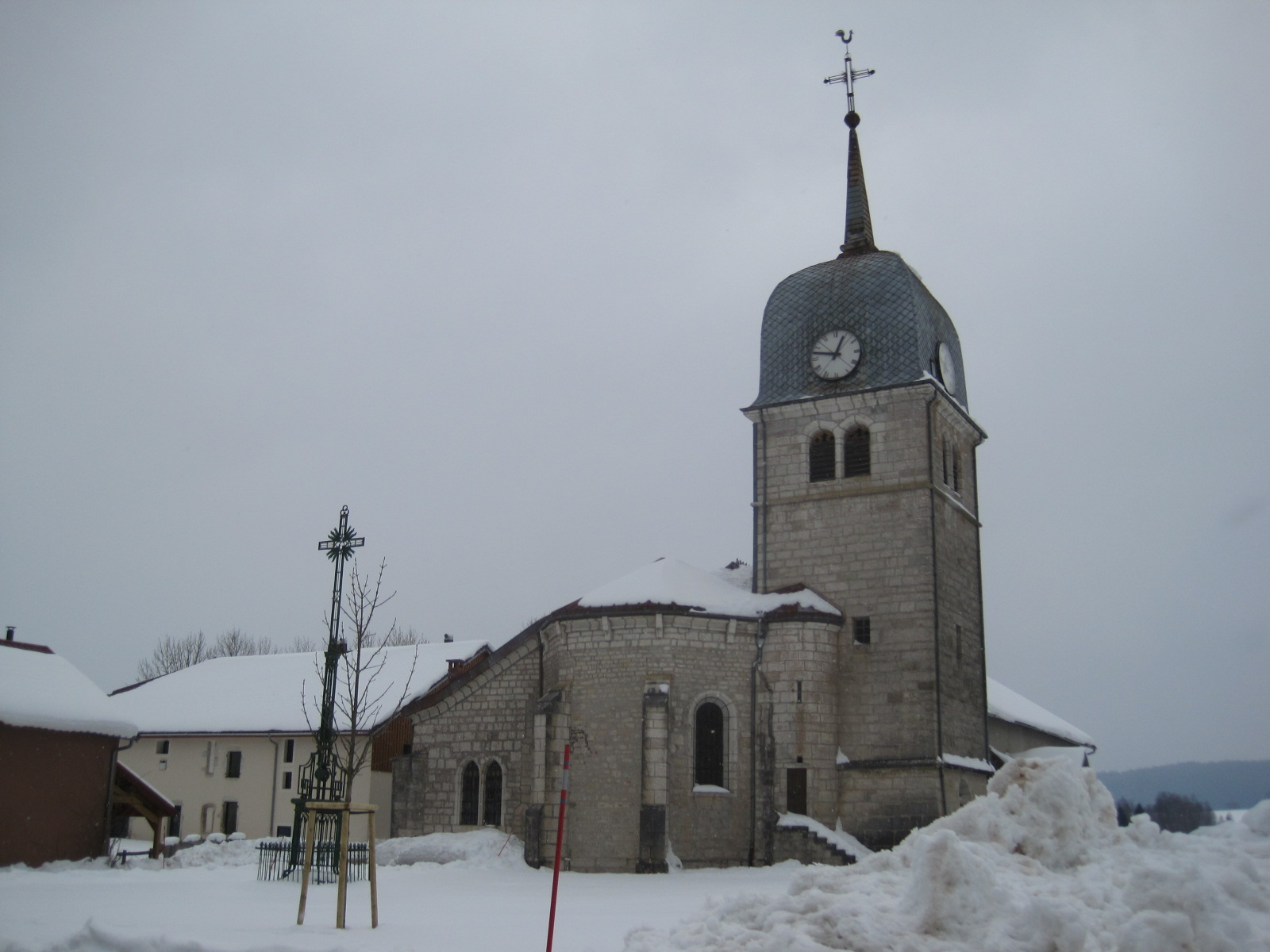
L'église de Grande-Rivière héritée de l'abbaye du Grandvaux.

La situation de dépendance du prieuré perdure au-delà de la sécularisation de l'abbaye de Saint-Claude en 1742 jusqu'à la Révolution. Celle-ci garde tous ses droits sur le territoire du Grandvaux même quand le prieuré est abandonné (date indéterminée), en particulier l'institution de la mainmorte qui devait persister jusqu'à la Révolution. Le prieuré disparaît alors avec l'abbaye de Saint-Claude et est vendu comme bien national.
L'occupation du monastère cesse et l'église devient le cœur d'une vaste paroisse : elle est reconstruite au XVIIe siècle après la guerre de Dix Ans et achevée au XVIIIe siècle. Située sur la commune actuelle de Grande-Rivière, elle constitue le seul vestige important de l'ancienne abbaye du Grandvaux, les constructions des abbés de Saint-Claude (un bâtiment appelé le prieuré adossé à l’église, une grange et une maison abbatiale) qui remplacèrent les anciens bâtiments tombés en ruines furent en effet par la suite transformées par leurs nouveaux occupants (la maison abbatiale est ainsi devenue presbytère).